# الكتب المدرسية في إسرائيل
الكتب المدرسية في إسرائيل يتم نشر الكتب المدرسية في إسرائيل من قبل وزارة التربية والتعليم الإسرائيلية والمؤسسات التعليمية الأخرى.

## تاريخ
ينص قانون التعليم الإلزامي الإسرائيلي على توفير التعليم المجاني والإلزامي لجميع الأطفال الذين تتراوح أعمارهم بين 5 و18 عامًا، من السنة الأخيرة من رياض الأطفال وحتى الصف الثاني عشر.

## تقييمات الكتب المدرسية العبرية فيما يتعلق بتصويرها للعرب

### نتائج مركز رصد تأثير السلام
في عام 2000، أجرى مركز رصد تأثير السلام (CMIP)، المعروف الآن باسم معهد رصد السلام والتسامح الثقافي في التعليم المدرسي، تحليلاً للكتب المدرسية الإسرائيلية، ووجد أن شرعية دولة إسرائيل كدولة يهودية مستقلة على أراضي أرض إسرائيل وهجرة اليهود إلى البلاد لم تكن موضع تساؤل على الإطلاق. ولم تكن هناك أية عملية غسل دماغ ضد العرب كأمة، ولا تقديم سلبي للإسلام. وتم تقديم الإسلام والثقافة العربية ومساهمة العرب في الحضارة الإنسانية بصورة إيجابية. لا يوجد كتاب يدعو إلى العنف أو الحرب. تعبر العديد من الكتب عن الشوق للسلام بين إسرائيل والدول العربية.
في الكتب المدرسية للمدارس الحكومية، كانت هناك جهود لإزالة الصور النمطية والتثقيف نحو التسامح. ووجد الباحثون في بعض الكتب المدرسية الموجهة للمجتمع اليهودي الأرثوذكسي صفات مهينة، وتحيزات، وتعبيرات متعالية، وعدم احترام تجاه العرب. وقد تم تصوير القيادة العربية على أنها مدفوعة بكراهية أبدية مستقلة عن الظروف التاريخية. وفي الكتب المدرسية لكل العصور، توصف حروب إسرائيل بأنها حروب دفاعية مبررة، ويُحمل العرب المسؤولية عنها. ويرجع هجرة الفلسطينيين إلى فرار العرب من ديارهم. ولم يذكر سوى عدد قليل من الكتب المدرسية أن بعض اللاجئين طردتهم إسرائيل أو أجبروا على الفرار بسبب التهديدات. بعضهم لا يذكر الهجرة الفلسطينية إطلاقا.
بحسب التقرير فإن الإسلام يحظى باحترام في كل من المؤسسات التعليمية العامة والدينية التي تديرها الدولة. تتناول العديد من الكتب بالتفصيل كيف أسس النبي محمد الإسلام وتشرح أساسياته بطريقة واقعية وموضوعية. هناك العديد من الكتب التي تسلط الضوء على الجوانب الإيجابية في الإسلام. اللغة واقعية وخالية من المصطلحات والصور النمطية المسيئة. لا يتم تقديم الأماكن المقدسة لليهود والمسلمين على أنها يهودية حصرية، ويتم تدريس ارتباط العرب بهذه المواقع. ويتعلم الطلاب أيضًا عن علاقة المسلمين بالقدس، على الرغم من أن التركيز ينصب على البعد الديني وليس السياسي. ووجد تقرير مركز دراسات التطرف أن الكتب المدرسية في التيار الديني المتشدد فقط تحتوي على تحيز وتعبيرات متعالية وعدم احترام للعرب.
أضاف التقرير أنه في الكتب المدرسية لكل من الشبكة العامة التي تديرها الدولة والشبكة الدينية التي تديرها الدولة، كانت هناك جهود حقيقية لإزالة الصور النمطية وبناء أساس للتعايش والاحترام المتبادل بين الشعبين. هناك العديد من القصص التي تصف الصداقات بين اليهود والعرب في الدول الإسلامية وفي إسرائيل حتى في أوقات الحرب. هناك قصص عن يهود يساعدون العرب في الحياة اليومية وفي الحرب، فضلاً عن قصص عن عرب ينقذون اليهود من الأذى الجسدي ويساعدون اليهود في الحفاظ على دينهم وهويتهم. تحتوي العديد من المختارات الأدبية على قصص عن الحياة اليومية للعرب كتبها مؤلفون عرب. وتتناول بعض القصص التوترات التي نشأت نتيجة الانتقال من مجتمع تقليدي بقيمه وعاداته إلى مجتمع غربي حديث. وفي بعض الكتب التي تتناول العلاقات بين العرب واليهود في الشبكات اليهودية المتشددة، تم تصويرها بصورة سلبية. إن القائمة الرسمية للكتب المدرسية المشار إليها ليست إلزامية، بل كانت بمثابة مؤشر على توصيات وزارة التعليم، كما نشرت في مذكرة موقعة من مدير الوزارة.

#### تحديث 2001
ذكر مركز الدراسات الإسلامية أنه لم يتم ملاحظة أي تغييرات سلبية في الكتب المدرسية الجديدة فيما يتعلق بصورة العرب، ووصف الصراع، وتقديم الإسلام، وقضايا الحرب والسلام، والتربية على التسامح والمصالحة. وعلى العكس من ذلك، تم تعزيز الاتجاهات الإيجابية التي أشير إليها في التقرير السابق. وظلت الكتب المدرسية في المدارس الأرثوذكسية المتشددة تستخدم لغة توحي بتفوق.
شملت خرائط إسرائيل كل الأراضي الواقعة بين البحر الأبيض المتوسط ونهر الأردن. وقد أظهرت العديد من الكتب المدرسية خرائط للشرق الأوسط يظهر عليها اسم إسرائيل فقط، مع ترك أراضي الدول العربية المحيطة فارغة.

### تقييمات أخرى
في مقالته التي نشرت عام 2004 تحت عنوان "الصورة العربية في الكتب المدرسية العبرية"، قام دان بار تال من جامعة تل أبيب بدراسة 124 كتاباً مدرسياً مستخدماً في المدارس الإسرائيلية. وخلص إلى أن أجيالاً من اليهود الإسرائيليين تعلموا رؤية سلبية وغالباً ما تكون غير شرعية تجاه العرب. ويزعم أن العرب يصورون في هذه الكتب المدرسية على أنهم بدائيون، أدنى مستوى مقارنة باليهود، عنيفون، لا يمكن الثقة بهم، متعصبون، غادرون وعدوانيون. في حين أن كتب التاريخ في المدارس الابتدائية لم تذكر العرب إلا نادراً، فإن الكتب المدرسية في المدارس الثانوية التي تناولت الصراع العربي اليهودي صورت العرب بشكل سلبي، باعتبارهم متعنتين وغير قابلين للتنازل.
نشرت نوريت بيليد-إلهانان، أستاذة اللغة والتربية في الجامعة العبرية في القدس، كتاباً بعنوان "فلسطين في الكتب المدرسية الإسرائيلية: الأيديولوجية والدعاية في التعليم"، وهو سرد لدراستها لمحتويات الكتب المدرسية الإسرائيلية. وتؤكد أن الكتب تروج للعنصرية والصور السلبية عن العرب، وأنها تعمل على إعداد الشباب الإسرائيليين للخدمة العسكرية الإلزامية. وبعد فحص "المئات والمئات" من الكتب، تزعم بيليد-إلهانان أنها لم تجد صورة واحدة تصور عربياً كـ"شخص عادي". وأشارت إلى أن أهم ما توصلت إليه في الكتب التي درستها يتعلق بالسرد التاريخي للأحداث في عام 1948، وهو العام الذي خاضت فيه إسرائيل حربًا لتأسيس نفسها كدولة مستقلة. وتزعم أن قتل الفلسطينيين يصور على أنه أمر ضروري لبقاء الدولة اليهودية الناشئة. "ليس الأمر أن المجازر منكرة، بل إنها تُقدَّم في الكتب المدرسية الإسرائيلية باعتبارها شيئاً كان مفيداً للدولة اليهودية على المدى الطويل. "إن الرواية الإسرائيلية للأحداث تُذكَر كحقائق موضوعية، في حين تُذكَر الروايات الفلسطينية العربية كاحتمال، يُتحقَّق في افتتاحيات مثل "وفقاً للرواية العربية"... أو"أصبحت دير ياسين أسطورة في الرواية الفلسطينية... صورة سلبية مرعبة للفاتح اليهودي في عيون العرب في إسرائيل".
في إشارة إلى دراسات سابقة حول الكتب المدرسية الإسرائيلية، تقول بيليد-إلهانان إنه على الرغم من بعض علامات التحسن في التسعينيات، فإن الكتب الأحدث لا تتجاهل قضايا مثل النكبة، بل تبررها. على سبيل المثال، في جميع الكتب التي تذكر دير ياسين، تم تبرير المذبحة لأن: "مذبحة الفلسطينيين الأصدقاء أدت إلى هروب الفلسطينيين الآخرين، مما مكن من إنشاء دولة يهودية متماسكة."
كما ذكرت أنه على عكس الأمل الذي عبرت عنه الدراسات السابقة "بظهور سرد جديد في كتب التاريخ الإسرائيلية"... فإن بعض أحدث الكتب المدرسية (2003-2009) ترجع إلى روايات "الجيل الأول" خمسينيات القرن العشرين - عندما كانت المعلومات الأرشيفية أقل سهولة في الوصول إليها - وهي مثلها "مليئة بالتحيز والأخطاء والتحريفات" ( فلسطين في كتب المدارس الإسرائيلية ، ص 228).
في عام 2013، ورد أن ناشري الكتب المدرسية العلمية الإسرائيلية تلقوا تعليمات بإزالة تفاصيل "التكاثر البشري، ومنع الحمل، والأمراض المنقولة جنسياً من الكتب المدرسية العلمية المستخدمة في المدارس الإعدادية الدينية الحكومية وكذلك من أدلة المعلمين".

## تقييمات الكتب المدرسية العربية
بحسب تقرير أصدرته جمعية الثقافة العربية عام 2011، فإن الكتب المدرسية العربية المقدمة لطلاب الصفوف من الثالث إلى التاسع في المدارس الإسرائيلية تحتوي على ما لا يقل عن 16255 خطأ. واستند التقرير على دراسة وفحص الكتب المدرسية في كافة المواد من قبل لجنة برئاسة الدكتور الياس عطاالله. وقالت مديرة الجمعية الدكتورة روضة عطا الله إن النتائج لم تكن مفاجئة، حيث كانت مشابهة لنتائج دراسة سابقة نشرت في نوفمبر/تشرين الثاني 2009، والتي أشارت إلى وجود أكثر من 4 آلاف خطأ في اللغة والنحو في الكتب المدرسية لطلاب الصف الثاني في المدارس العربية. وتحدث الباحثون أيضًا عن كيفية تغطية الهويات الثقافية والوطنية للطلاب العرب. على سبيل المثال، في حين تنص الكتب المدرسية على أن اليهود وغير اليهود يعيشون في الجليل، فإن كلمة "عرب" لم يتم ذكرها مطلقًا. أفاد الدكتور جورج منصور، الذي فحص كتب التاريخ المدرسية، بأنها تجاهلت وجود الشعب العربي الفلسطيني في إسرائيل وشددت على الأرض الموعودة للشعب اليهودي: "هناك عملية نزع الصفة الفلسطينية، وغرس الرواية الصهيونية، وتقليص الثقافة العربية"، حسبما أفاد الدكتور منصور.

## تدريس الصراع العربي الإسرائيلي
بشكل عام، نادراً ما يتم ذكر الاحتلال الإسرائيلي للأراضي الفلسطينية في الكتب المدرسية الإسرائيلية أو في امتحانات الثانوية العامة، وفقاً لدراسة أجراها البروفيسور أفنير بن عاموس من جامعة تل أبيب. نادرًا ما تُذكر حياة الفلسطينيين ووجهات نظرهم، وهو نهج يُطلق عليه "الإنكار التفسيري". في معظم الكتب المدرسية الإسرائيلية، "تبدو السيطرة اليهودية والوضع المتدني للفلسطينيين كوضع طبيعي وواضح لا يحتاج المرء إلى التفكير فيه. "
بحسب دراسة بن آموس، فإن أحد الكتب المدرسية الرئيسية للتربية المدنية المستخدمة في المدارس الثانوية الإسرائيلية يفشل على الإطلاق في تناول الحقوق المحدودة لملايين الفلسطينيين الذين يعيشون في الضفة الغربية تحت الاحتلال العسكري الإسرائيلي. لقد تم تناول القضية الأكثر عمومية المتعلقة بالاحتلال في طبعة سابقة من هذا الكتاب المدرسي، ولكن النقاش الإسرائيلي بشأن الاحتلال تقلص إلى بضع جمل في الطبعة الأخيرة في ظل وزراء التعليم اليمينيين. هناك كتاب مدرسي إسرائيلي آخر للتربية المدنية يغفل تماما مناقشة النزاع حول الأراضي المحتلة. وفي امتحانات الثانوية العامة لمادة التربية المدنية على مدى العشرين عاماً الماضية، لم يظهر أي سؤال حول الحد من حقوق الفلسطينيين. وتتجاهل امتحانات الثانوية العامة في الجغرافيا الخط الأخضر والفلسطينيين.

## مصطلحات النكبة
أمرت إسرائيل بإزالة كلمة "النكبة" من الكتب المدرسية العربية في إسرائيل. تم إدخال المصطلح في الكتب المخصصة للاستخدام في المدارس العربية في عام 2007 عندما كانت وزارة التعليم تحت إدارة يولي تامير من حزب العمل. وبرر رئيس الوزراء الإسرائيلي بنيامين نتنياهو الحظر بقوله إن المصطلح كان "دعاية ضد إسرائيل".
تمت الموافقة على كتاب "القومية: بناء دولة في الشرق الأوسط"، الذي نشره مركز زلمان شازار، من قبل وزارة التعليم الإسرائيلية للصفوف الحادي عشر والثاني عشر وتم توزيعه على المتاجر في جميع أنحاء البلاد لاستخدامه في المدارس الثانوية. إلا أن وزير التربية والتعليم أصدر تعليماته بإعادة النظر في محتوى الكتاب. اتخذت وزارة التربية والتعليم خطوة غير عادية بإزالة الكتاب من الأرفف ثم قامت بحذفه. ومن بين التغييرات الأخرى، تمت إزالة مصطلح "التطهير العرقي" فيما يتعلق بالنكبة، ويشير الآن بدلاً من ذلك إلى سياسة الطرد المنظمة التي نفذتها الميليشيات اليهودية قبل قيام الدولة.
خلال العقد الماضي، حدث تحول كبير داخل النظام التعليمي الإسرائيلي فيما يتعلق بتمثيل النكبة. لقد أصبح المفهوم حاضرا بشكل متزايد في الكتب المدرسية والمواد التعليمية الرسمية في جميع أنظمة التعليم اليهودية. وفي الوقت نفسه، ومع تزايد أهمية النكبة في النظام التعليمي الإسرائيلي، أصبحت الاختلافات بين التعليم العلماني الحكومي والتعليم الديني الحكومي (الذي يخدم الجمهور الصهيوني الديني ) أكثر وضوحا. في حين يقدم نظام التعليم العلماني منظورًا أكثر دقة وتعقيدًا بشأن النكبة، فإن نظام التعليم الديني الحكومي لا يزال يتمسك بآراء تبررها بشكل لا لبس فيه.